# دومیترو استانگاچو
دومیترو استانگاچو (رومانیایی: Dumitru Stângaciu؛ زادهٔ ۹ اوت ۱۹۶۴) بازیکن سابق و مربی فوتبال اهل رومانی است.
از باشگاه‌هایی که در آن بازی کرده‌است می‌توان به باشگاه ورزشی کوکائلی اسپور، باشگاه فوتبال استوا بخارست، و باشگاه ورزشی وان‌اسپور اف‌کی اشاره کرد.
وی همچنین در تیم ملی فوتبال رومانی بازی کرده‌است.